# Lípa v Břízsku
Lípa v Břízsku byl památný strom ve vsi Břízsko (části obce Kozojedy v okrese Plzeň-sever), jihojihovýchodně od Kralovic. Lípa malolistá (Tilia cordata) rostla vedle barokní kapličky Nejsvětější Trojice u silnice v centru vsi, v nadmořské výšce 370 m. Lípa byla vysazena ještě v časech roboty, kdy byla přinesena pětice lip z Plas. Z pětice lip zůstala jediná.
Obvod jejího kmene měřil 440 cm a koruna stromu dosahovala do výšky 21 m. V době vyhlášení památným stromem (2005) byla již jedna ze tří kosterních větví uříznutá.
Při silné vichřici 19. července 2007 se lípa zlomila a koruna s převážnou částí kmene spadla přes silnici II/231 do protilehlé zahrady. Na místě zbyla více než metr vysoká spodní část kmene, kterou obec plánuje zastřešit. Ochrana památného stromu byla zrušena 20. září 2007.